# Vargåsen
Vargåsen är ett naturreservat i Vansbro kommun i Dalarnas län.
Området är naturskyddat sedan 2009 och är 203 hektar stort. Reservatet består av en risig tallskog på högre liggande partier, blandskog i sluttningarna och granskog i blötare sänkor.